# Hoplitis mocsaryi
Hoplitis mocsaryi är en biart som först beskrevs av Heinrich Friese 1895.  Hoplitis mocsaryi ingår i släktet gnagbin, och familjen buksamlarbin. Inga underarter finns listade i Catalogue of Life.